# Moerasmeniezwammetje
Het moerasmeniezwammetje (Nectria ellisii) is een schimmel behorend tot de klasse Nectriaceae. Het leeft als terrestrische saprotroof in loofbossen.

## Determinatie
De peritheciën zijn okergeel, met een oranjebruine kleur rond de mondopening schaars met haren bezet.

## Verspreiding
In Nederland komt het moersmaniezwammetje uiterst zeldzaam voor. In Nederland gevonden op rottend hout, aangetast door het korstvormig schorsschijfje (Diatrype stigma). In Engeland is deze soort gevonden op stengels van kruiden. 